# Bernarda y Poncia
Bernarda y Poncia (Silencio, nadie diga nada) es una obra teatral escrita por Pilar Ávila. La obra profundiza en los personajes que Federico García Lorca caracterizó en La casa de Bernarda Alba tras una labor de investigación de la autora Pilar Ávila y la actriz Pilar Civera.

## Sinopsis
La obra dramática recrea el ambiente costumbrista de esa época histórica española, pasados ocho años tras la muerte de la hija de Bernarda Alba, Adela. Todo sucede desde el amanecer al atardecer en doce horas, a través de la conversación que mantienen las dos protagonistas sobre las emociones que surgen al desvelar que pasó con las hijas de Bernarda. El lenguaje en prosa, también incluye párrafos poéticos.
La muerte de la hija pequeña de Bernarda, desencadena la tragedia de la desolación en la casa de Bernarda Alba. Ese acto final de la obra de Lorca ha desencadenado el desarrollo de esta obra que nos cuenta la vida de Bernarda y sus hijas tras la pérdida de su hija pequeña, Adela.

## Datos de la obra
La obra nace por el interés de la autora por los personajes de la obra de Federico García Lorca, La casa de Bernarda Alba. En su trabajo como actriz, la escritora Pilar Ávila, ha interpretado el papel de Bernarda y junto con una compañera actriz, Pilar Civera, deciden investigar las emociones ocultas de los personajes lorquianos, Bernarda y Poncia. Ambas se implican en conocer los secretos para ir creando esta nueva pieza teatral, Bernarda y Poncia (Silencio, nadie diga nada), derivada a partir del final lorquiano "silencio, silencio" en La casa de Bernarda Alba. Las respuestas a las preguntas que originaron la investigación se desgranan en el texto de la obra.
La obra se estructura en dos actos. Bernarda y Poncia (Silencio, nadie diga nada) se ha representado por la compañía del teatro íntimo en el Encina Teatro y en el Teatro Lara dirigida por Manuel Galiana.